# Hirschhagen

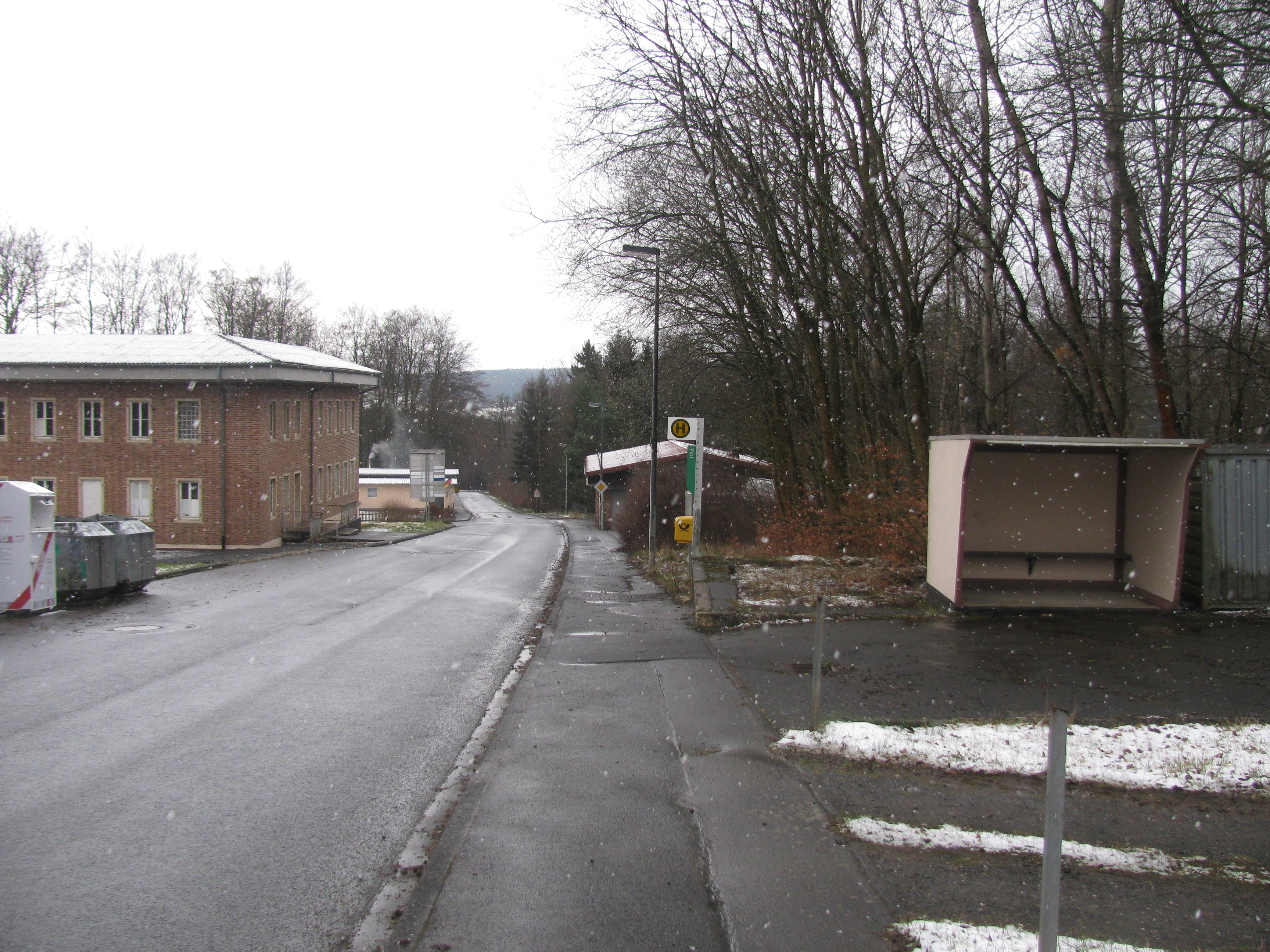
Ortsansicht in Hirschhagen

Hirschhagen ist ein Industriegebiet (mit tw. Wohnbebauung) und ein Stadtteil von Hessisch Lichtenau im Werra-Meißner-Kreis in Hessen. Es ging aus der zur Zeit des Nationalsozialismus errichteten Sprengstofffabrik Hessisch Lichtenau hervor und dient heute vor allem als Gewerbegebiet.

## Geographische Lage
Hirschhagen liegt im Naturraum Kaufunger Wald (mit Söhre) wenige hundert Meter östlich der Grenze zum Landkreis Kassel. Nahe dem Geo-Naturpark Frau-Holle-Land (Werratal.Meißner.Kaufunger Wald) befindet es sich 1,5 km nordnordöstlich des Hessisch Lichtenauer Stadtteils Fürstenhagen. Nördlich erhebt sich der bewaldete Rohrberg (535,6 m), auf dessen Südflanke die Ortschaft versteckt auf 430 (Südrand) bis 475,5 m ü. NHN (Westteil) liegt. Östlich breiten sich die Hirschhagener Teiche aus.

## Geschichte
Im Rahmen der Aufrüstung und Kriegsvorbereitung des nationalsozialistischen Deutschen Reiches wurde im Jahr 1936 mit dem Bau der Fabrik Hessisch Lichtenau zur Verwertung chemischer Erzeugnisse begonnen. Planung, Aufbau und Betrieb der Sprengstofffabrik erfolgten nach dem Montan-Schema. Errichtet wurde die Fabrik im Auftrag des OKH durch die Dynamit AG (DAG). Der Betrieb erfolgte anschließend durch die Gesellschaft m. b. H. zur Verwertung chemischer Erzeugnisse (Verwertchemie) als Tochterfirma der DAG im Auftrag der Montan GmbH, einer Tarnfirma des Heereswaffenamtes. Nach zweijähriger Bauzeit wurde die Fabrik im Juni 1938 in Betrieb genommen. Der Deckname des einer strengen Geheimhaltung unterliegenden Komplexes lautete Friedland.
Die Sprengstofffabrik Hessisch Lichtenau war nach den  Sprengstoffwerken in Allendorf die zweitgrößte im damaligen Deutschen Reich. Zwischen 1938 und 1945 wurden rund 135.000 Tonnen TNT und 7.000 Tonnen Pikrinsäure produziert und weiterverarbeitet und Zünder und Sprengkapseln mit angelieferten Nitropenta befüllt. Das Werksgelände umfasst eine Fläche von 233 ha mit insgesamt 399 Gebäuden. Neben den Produktionsgebäuden für die Sprengstoffe gab es Füllstellen für Munition, Lagerstätten, Laboratorien, Werkstätten sowie unter anderem auch zwei eigene Kraftwerke für die Stromversorgung. Zum Materialtransport diente eine als Ringbahn angelegte Werksbahn (Bahnstrecke Steinholz–Hirschhagen) mit Anschluss über die Bahnstrecke Walburg–Großalmerode West an die Bahnstrecke Kassel–Waldkappel.
Neben deutschen Dienstverpflichteten mussten auch zahlreiche ausländische Zwangsarbeiter sowie KZ-Häftlinge in der Fabrik arbeiten. Die Arbeit in der Sprengstoffproduktion und -verfüllung war recht gefährlich, und es kam im Lauf der Jahre zu zwölf dokumentierten Explosionsunglücken mit zahlreichen Toten. In der Umgebung der Fabrik entstanden zehn Lager zur Unterbringung der Arbeitskräfte und KZ-Häftlinge. Für die leitenden Angestellten wurde die noch heute erhaltene Siedlung Fürstenhagen im Stil der Heimatschutzarchitektur gebaut.
Nach dem Zweiten Weltkrieg wurden die Liegenschaften der Sprengstofffabrik für eine zivile Industrie genutzt. Heute ist das Gebiet als Industriegebiet der Stadt Hessisch Lichtenau ausgewiesen. In den früheren Gebäuden des Werks finden sich Gewerbebetriebe, teilweise aber auch Wohnungen. Teile der früheren Ringbahn dienten noch bis in die 1990er Jahre als Industrieanschlussbahn.
Durch die ohne Rücksicht auf die Umwelt erfolgende Sprengstoffproduktion ist Hirschhagen auch eine Rüstungsaltlast. 1992 begannen umfangreiche Sanierungsarbeiten im Auftrag des Landes Hessen. Nach umfangreichen flächendeckenden Bodenuntersuchungen wurden verschiedene Sanierungsareale ausgewiesen. Hier wurden die Kontaminationen an Nitroaromaten und PAK durch Bodenaustausch entfernt oder zu geringen Teilen auch durch Abdeckung versiegelt. Das kontaminierte Grundwasser wird mittels Wasseraufbereitung über Aktivkohlefilter von den Nitroaromaten gereinigt. Während die Bodensanierung 2008 abgeschlossen werden konnte, muss das Grundwasser weiter aufbereitet werden.

## Tunnel Hirschhagen
Am 7. Oktober 2022 wurde der 4,2 km lange Tunnel Hirschhagen, der Teil der südwestlich und südlich von Hirschhagen verlaufenden Bundesautobahn 44 ist, für den öffentlichen Verkehr freigegeben. Der Tunnel unterquert die Hirschhagener Straße, die als Verbindung zwischen Hirschhagen und Fürstenhagen dient. Der von 2013 bis 2022 gebaute Tunnel ist Teil eines 2010 baulich begonnenen Autobahnabschnitts zwischen den Anschlussstellen Helsa-Ost und Hessisch Lichtenau-West.